# Форт-Мілл (Південна Кароліна)
Форт-Мілл (англ. Fort Mill) — місто (англ. town) в США, в окрузі Йорк штату Південна Кароліна. Населення — 24 521 особа (2020).

## Географія
Форт-Мілл розташований за координатами 35°0′31″ пн. ш. 80°56′11″ зх. д. / 35.00861° пн. ш. 80.93639° зх. д. (35.008710, -80.936438).  За даними Бюро перепису населення США в 2010 році місто мало площу 42,98 км², з яких 42,32 км² — суходіл та 0,66 км² — водойми. В 2017 році площа становила 51,02 км², з яких 50,34 км² — суходіл та 0,68 км² — водойми.

## Демографія
Згідно з переписом 2010 року, у місті мешкало 10 811 осіб у 4198 домогосподарствах у складі 2980 родин. Густота населення становила 252 особи/км².  Було 4479 помешкань (104/км²).
Расовий склад населення:
| - 77,6 % — білих - 17,6 % — чорних або афроамериканців - 1,3 % — азіатів - 0,4 % — корінних американців - 1,1 % — осіб інших рас |

До двох чи більше рас належало 2,1 %. Частка іспаномовних становила 2,9 % від усіх жителів.
За віковим діапазоном населення розподілялося таким чином: 29,8 % — особи молодші 18 років, 60,2 % — особи у віці 18—64 років, 10,0 % — особи у віці 65 років та старші. Медіана віку мешканця становила 36,3 року. На 100 осіб жіночої статі у місті припадало 87,5 чоловіків;  на 100 жінок у віці від 18 років та старших — 80,3 чоловіків також старших 18 років.
Середній дохід на одне домашнє господарство  становив 79 008 доларів США (медіана — 61 773), а середній дохід на одну сім'ю — 95 393 долари (медіана — 85 218). Медіана доходів становила 58 531 долар для чоловіків та 42 542 долари для жінок. За межею бідності перебувало 12,5 % осіб, у тому числі 20,2 % дітей у віці до 18 років та 6,7 % осіб у віці 65 років та старших.
Цивільне працевлаштоване населення становило 5879 осіб. Основні галузі зайнятості: освіта, охорона здоров'я та соціальна допомога — 19,6 %, науковці, спеціалісти, менеджери — 13,2 %, фінанси, страхування та нерухомість — 13,0 %.